# Paperback Writer
Singles de The Beatles
We Can Work It Out/Day Tripper
(1965) Eleanor Rigby/Yellow Submarine
(1966)
Pistes de Past Masters
We Can Work It Out Rain
Paperback Writer est une chanson des Beatles, essentiellement écrite par Paul McCartney bien que créditée Lennon/McCartney et publiée en single avec Rain en face B. Le disque sort le 30 mai 1966 aux États-Unis, et le 10 juin suivant au Royaume-Uni. Le 23 juin 1966, la chanson atteint la première place du hit-parade britannique. Elle y reste une semaine, et deux sur le palmarès américain Billboard.

## Genèse et écriture
Paperback Writer est le premier 45 tours des Beatles à ne pas parler d'amour. La chanson se présente sous forme d'une lettre qu'un écrivain envoie à un éditeur, dans l'espoir de faire publier ses mille pages. L'aspirant auteur raconte ainsi qu'il lui a fallu des années pour écrire le livre, et que, comme il a besoin d'un boulot, il désire devenir paperback writer, « écrivain de livres de poche ». Son livre raconte l'histoire d'un homme qui veut lui-même devenir écrivain de livres de poche. Celui-ci a une femme qui ne le comprend pas, et un fils qui travaille au Daily Mail. L'histoire est basée sur un certain Lear qui est probablement une référence à Edward Lear, un poète qui composait également des poèmes absurdes, et le Daily Mail est cité parce que John Lennon en était un lecteur habitué.
Les avis divergent quant à l'origine de la chanson. Jimmy Savile, alors disc-jockey chez Radio Luxembourg, affirme que l'idée vient d'une tante de Paul McCartney, demandant à son neveu d'écrire sur un sujet autre que l'amour. Celui-ci, en voyant Ringo lire, aurait alors décidé d'écrire une chanson sur un livre. Cependant, Royston Ellis (en), un poète, soutient que ce sont ses discussions avec Paul qui sont à l'origine de la chanson : lorsque ce dernier lui demandait ce qu'il voulait faire, Ellis répondait toujours « écrire des livres de poche ». Steve Turner, biographe, rapporte que Paul aimait bien la sonorité des mots paperback writer, décidant alors de composer à partir de là. Il faut également rappeler le contexte de l'époque : le format de poche a été une révolution d'après-guerre, car il facilitait l'accès à la littérature pour toutes les classes sociales.

## Enregistrement
La chanson est enregistrée les 13 et 14 avril 1966 aux studios EMI durant les sessions de l'album Revolver, en compagnie du titre qui figurera sur la face B du single, Rain.
D'un point de vue technique, cette chanson marque un tournant concernant l'enregistrement de la basse et la façon dont on l'entendra désormais sur les productions du groupe. Jusque-là, l'instrument était mixé de telle sorte que sur les premiers enregistrements des Beatles, il est toujours difficile de distinguer les notes produites par la « Höfner violon » de Paul McCartney. « Paperback Writer marque la première fois où le son de la basse peut être entendu dans toute sa dimension », raconte Geoff Emerick, qui débutait en tant qu'ingénieur du son auprès des Beatles en ce mi-avril 1966, au démarrage des sessions de l'album Revolver.
« Pour commencer, Paul jouait sur une autre basse, une Rickenbacker. Ensuite, nous l'avons boostée en utilisant un haut-parleur comme un microphone. Nous l'avons positionné directement en face de l'ampli basse et le mouvement du diaphragme du second haut-parleur générait le courant électrique ». Nouvelle évolution technique signée Ken Townsend (également inventeur à la même époque de l'« Automatic Double Tracking »), mais ce dernier se fit réprimander par les autorités d'EMI pour n'avoir pas respecté la « loi » interne promulguée concernant les impédances autorisées.
La chanson se distingue dès le départ aussi par une harmonie à trois voix qui se rejoignent, chantée a cappella : « Paperback writer, writer, writer » (sur chaque writer, un autre paperback writer commence). C'est sans doute le plus récent des titres que les Beatles jouèrent sur scène lors de leur ultime tournée à l'été 1966. Avec difficulté : on peut observer, sur les vidéos de leurs concerts au Budokan de Tokyo, fin juin 1966, George Harrison agiter le bras pour faire hurler la foule, afin de couvrir ce chœur a cappella, en l'occurrence fort mal exécuté dans des conditions live. Lors des derniers couplets, John Lennon et George Harrison, au lieu de répéter les cinq syllabes du titre, chantent le début de Frère Jacques pour accompagner la mélodie principale interprétée par Paul McCartney.

### Clip
Les clips de Paperback Writer et de Rain sont tournés l'un derrière l'autre, en couleur, dans les jardins et la serre de la Chiswick House à l'ouest de Londres le 19 mai. Ils sont diffusés pour la première fois en Amérique le 5 juin au Ed Sullivan Show. Ces chansons seront également jouées (en play-back) en Angleterre le 16 juin à l'émission Top of the Pops. Ils sont tous deux inclus dans la collection 1+ publiée en 2015; Paperback Writer sur le premier DVD et une autre version sur le second tandis qu'on y retrouve deux versions de Rain sur ce dernier.

## Fiche technique

### Interprètes
- Paul McCartney : chant, chœurs, basse, guitare solo (riff)
- John Lennon : chœurs, guitare rythmique
- George Harrison : chœurs, guitare principale (rempli)
- Ringo Starr : batterie

## Parution et reprises
Paperback Writer est inclus dans la compilation américaine de singles Hey Jude, en 1970, et désormais sur Past Masters, l'album qui compile depuis 1988 toutes les chansons qui ne sont pas placées sur leurs albums originaux. Ce numéro 1 sera aussi publié dans les albums des plus grands succès The Beatles 1962–1966, 20 Greatest Hits, 1 et sur le  disque Tomorrow Never Knows, publié exclusivement en téléchargement sur itunes. Elle apparaît également dans le jeu The Beatles: Rock Band ; la pochette apparaissant dans le jeu est celle du single hollandais.
Quelques reprises de la chanson :
- The Cowsills en 1969, sur The Cowsills In Concert ;
- Les Bee Gees en 1970, sur l'album Inception Nostalgia	;
- Joël Daydé en 1971 ;
- Tempest en 1974, sur l'album Livin in Fear ;
- Les Bidochons ont enregistré une parodie intitulée Pas d'papier water.

L'auteur Mark Shipper utilise, en 1978, le titre de la chanson pour sa biographie satirique de la carrière des Beatles.

### Publication en France
La chanson arrive en France en juin 1966 sur la face A d'un 45 tours EP (« super 45 tours ») ; elle est accompagnée  de The Word. Sur la face B figurent Rain et Nowhere Man. La photo de la pochette est prise dans les studios Twickenham le 23 novembre 1965 lors du tournage du film promotionnel de la chanson Help!.